# Incolornis
Incolornis (betekent 'inwonende vogel') is een geslacht van uitgestorven basale vogels uit het Laat-Krijt (Coniacien, 89-86 miljoen jaar geleden). Er zijn fossielen van gevonden in de Bissektyformatie in Oezbekistan. Het is alleen bekend van fragmentarische ravenbeksbeenderen. De systematische positie van het geslacht is onduidelijk; het kan een enantiornithische vogel zijn geweest.

## Naamgeving
Er zijn twee soorten benoemd. In 1998 benoemde Andrej W. Pantelejew de typesoort Incolonis silvae. De geslachtsnaam is een combinatie van het Latijn incola, 'inwoner', en het Grieks ornis, 'vogel', een beklemtoning van een vermoed endemisch karakter. De soortaanduiding betekent 'van het bos' in het Latijn. Het holotype is PO 4604, de bovenzijde van een linkerravenbeksbeen ontdekt 1989.
Tegelijkertijd hernoemde hij Enantiornis martini tot een Incolornis martini. De soortaanduiding eert Leary Dean Martin. Het holotype is PAH PO 4609, de bovenzijde van een rechterravenbeksbeen, ook al ontdekt in 1989 en in eerste instantie aangezien voor een schouderblad.

## Beschrijving
De geschatte lichaamslengte van deze dieren was honderdvijfendertig millimeter voor Incolornis silvae en tweehonderdtwintig millimeter voor Incolornis martini op basis van ravenbeksbeenderen die onbeschadigd respectievelijk vijftien en vijfentwintig millimeter lang moeten zijn geweest.
De diagnoses uit de jaren negentig zijn sterk verouderd door nieuwe ontdekkingen. Twee kenmerken lijken onderscheidend te zijn. De schacht van het ravenbeksbeen is zeer breed, met meer dan 40 procent van de lengte. Net onder het raakvlak met het schouderblad ligt bovenaan een bult. In ieder geval verschillen beide soorten van elkaar. I. silvae is groter dan I. martini, meer dan de normale variatiebreedte in een vogelsoort. De bovenste bult op het ravenbeksbeen ligt bij I. silvae lager.
Er zijn wat kenmerken aanwezig die door veel verwanten gedeeld worden. Onderaan ligt een lengterichel op de schacht. Het bultje van het tuberculum is smal. Het foramen dat de bovenzijde van het ravenbeksbeen doorboort heeft zijn bovenste uitgang in het midden van de binnenwand. Jingmai Kathleen O'Connor vond de kwaliteit van de vondsten uit Oezbekistan zo slecht dat ze deze in haar gezaghebbende dissertatie uit 2009 alle afdeed als nomina dubia.

## Fylogenie
De twee vormen werden al begin jaren negentig aangezien voor Enantiornithes. Het facet met het schouderblad en de fossa in de bovenste schacht wijzen daar sterk op en het past ook goed bij de grootte en geologische ouderdom.